# Hans-Peter Best
Hans-Peter Best (* 18. März 1955) ist ein ehemaliger deutscher Fußballschiedsrichter.
Zwischen 1990 und 1997 pfiff er 88 Spiele der ersten und zweiten Bundesliga, sowie sieben Partien im DFB-Pokal. 1996 leitete Best das Spiel um den DFB-Supercup zwischen Borussia Dortmund und dem 1. FC Kaiserslautern im Mannheimer Carl-Benz-Stadion.
Best wohnt in Bilfingen und pfiff für den Badischen Fußballverband.